# Dorfkirche Hohenofen (Sieversdorf-Hohenofen)

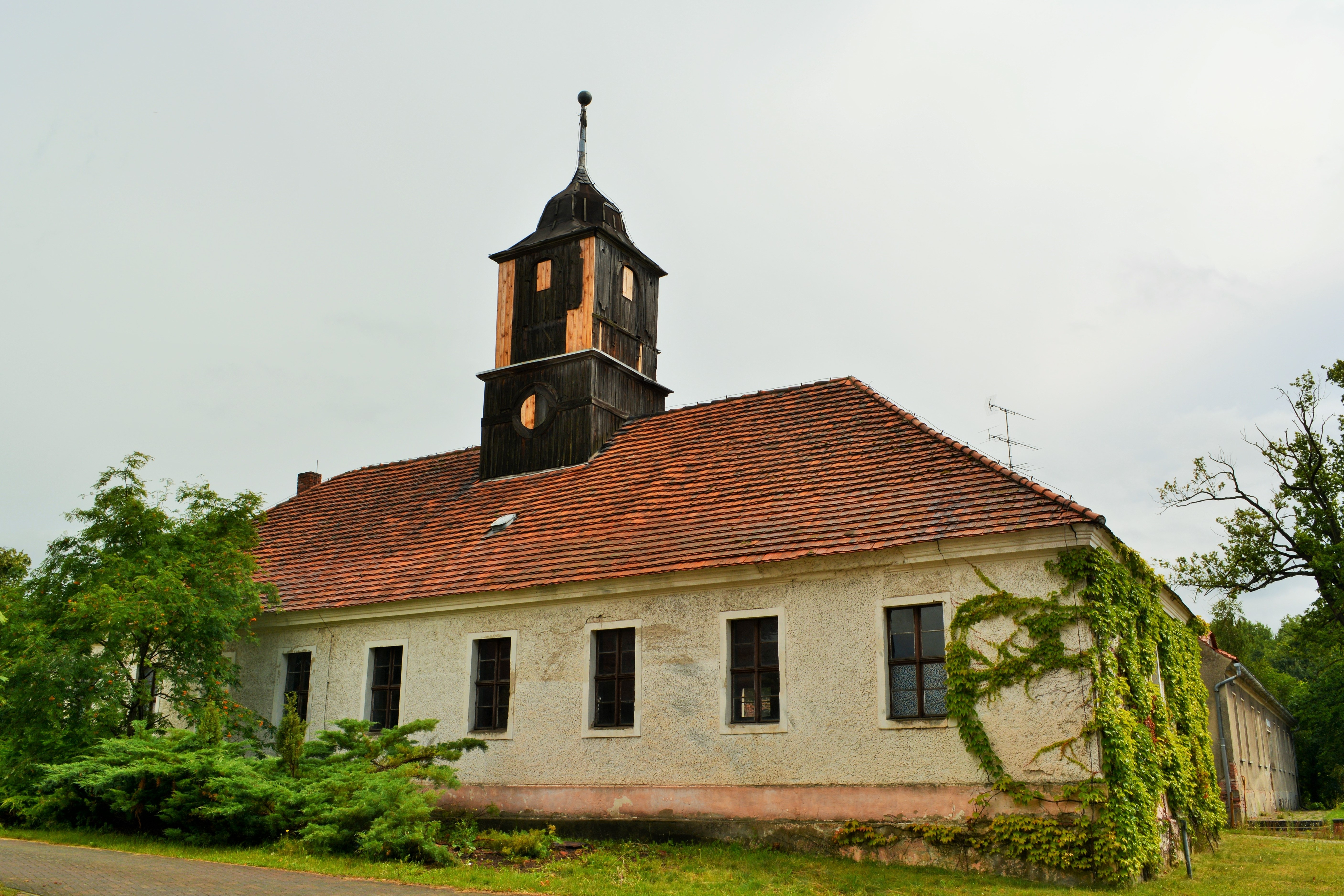
Hohenofener Dorfkirche (2014)

Die denkmalgeschützte Dorfkirche in Hohenofen, einem Gemeindeteil von Sieversdorf-Hohenofen, ist eine profanierte verputzte Saalkirche mit verbrettertem Dachturm. Sie steht im Brandenburger Landkreis Ostprignitz-Ruppin. Seit 2005 wird sie nicht mehr für Gottesdienste genutzt, dient aber gelegentlich noch als Veranstaltungsgebäude. Dennoch gehört sie zur Gesamtkirchengemeinde Neustadt im Kirchenkreis Prignitz, Sprengel Potsdam der Evangelischen Kirche Berlin-Brandenburg-schlesische Oberlausitz.

## Lage
Die Kirche steht in der Neustädter Straße des Dorfes Hohenofen im nordwestlichen Landkreis Brandenburgs Ostprignitz-Ruppin.

## Geschichte
Der Vorgängerbau wurde durch einen Brand im Jahr 1800 vollständig zerstört. Anschließend wurde der heutige Bau 1802 errichtet. Die Kirche besaß zu keinem Zeitpunkt einen eigenen Pfarrer und wurde deshalb von Sieversdorf aus betreut. Zum Ende des 19. Jahrhunderts wurde das Gebäude unterteilt und seine östliche Hälfte in der Folge als Schule genutzt.
Heute wird die Kirche nicht mehr für Gottesdienste verwendet. Es finden jedoch noch zuzeiten Kulturveranstaltungen statt.

## Beschreibung
Es handelt sich um eine massive, verputzte Backsteinsaalkirche mit neun Achsen, welche durch ein Walmdach bedeckt wird. Zentral darüber erhebt sich ein quadratischer zweigeschossiger Dachturm. Dieser wurde aus verbrettertem Fachwerk konstruiert und schließt mit einer Schweifhaube ab. Das Innere ist einfach und weitgehend im Zustand des 19. Jahrhunderts erhalten geblieben.
Das Gebäude zeigt eine Nord-Süd-Ausrichtung mit der Kanzel im nördlichen und der Orgel im südlichen Teil.

## Ausstattung
Zum Inventar gehört eine Orgel von Albert Hollenbach aus dem Jahr 1895 oder 1896 sowie eine Glocke aus Eisen von 1816. Letztere darf jedoch aufgrund von Sicherheitsbedenken nicht mehr geläutet werden.
Die erste (1817) Orgel der Kirche war eine Zinkpfeifenorgel in einem gusseisernen Gehäuse von Friedrich Marx. Nach mehreren Instandsetzungen wurde sie schließlich 1890 verkauft. Das heutige Instrument hat ein Manual, fünf Register sowie eine mechanische Schleiflade, ist seit 1986 aber nicht mehr in Betrieb.
Daneben besitzt die Kirche einen Kanzelaltar und eine 1832 gestiftete oktogonale Taufe aus Sandstein mit einem gusseisernen Taufbecken.